# Cabila (inquice)
Cabila (Kabila), também chamado Mutacalambô, Mutaculambô, Mutalombô, Mutalambô, Burunguro, Congombira, Gongobira ou Congobila, é um inquice da caça, fatura e abundância. Por estar associado à floresta, é tido como protetor da natureza, e está ligado ao culto dos caboclos brasileiros. É cultuado no Brasil em candomblés de Nação Angola.  e tem semelhanças ao orixá Oxóssi ou Logunedé do Candomblé Queto.